# سوزان مورو (ممثلة)
سوزان مورو (بالإنجليزية: Susan Morrow)‏ هي ممثلة أمريكية، ولدت في 25 مايو 1931 في الولايات المتحدة، وتوفيت بنفس المكان في 8 مايو 1985.

## وصلات خارجية
- سوزان مورو على موقع IMDb (الإنجليزية)
- سوزان مورو على موقع قاعدة بيانات الفيلم (الإنجليزية)